# Borgholm (commune)
La commune de Borgholm est une commune suédoise du comté de Kalmar. Elle est située dans le nord de l'île d'Öland. 11 067 personnes y vivent. Son siège se situe à Borgholm.

## Localités principales
- Björkviken
- Borgholm
- Köpingsvik
- Löttorp
- Rälla